# Gea jingdong
Espèce
Gea jingdong est une espèce d'araignées aranéomorphes de la famille des Araneidae.

## Distribution
Cette espèce est endémique du Yunnan en Chine,. Elle se rencontre dans le xian de Jingdong.

## Description
Le mâle holotype mesure 3,80 mm et la femelle paratype 5,05 mm.

## Systématique et taxinomie
Cette espèce a été décrite par Mi, Wang et Gan en 2024.

## Étymologie
Son nom d'espèce lui a été donné en référence au lieu de sa découverte, le xian de Jingdong.

## Publication originale
- Mi, Liu, Wang, Gan & Wu, 2024 : « Revision of the orb-weaver spider genus Gea C.L. Koch, 1843 (Araneae, Araneidae) from China. » ZooKeys, vol. 1191, p. 75-88 (texte intégral).